# Baeoceroxidium schwendingeri
Espèce
Synonymes
- Baeocera schwendingeri Löbl, 1990 (protonyme)

Baeoceroxidium schwendingeri est une espèce de coléoptères de la famille des Staphylinidae et de la sous-famille des Scaphidiinae.

## Répartition et habitat
Cette espèce est décrite de Thaïlande.

## Taxinomie
Cette espèce est décrite en 1990 par l'entomologiste Ivan Löbl sous le protonyme Baeocera schwendingeri. Le nom d'espèce est dédié à Peter J. Schwendinger qui a collecté du matériel en Thaïlande pour Löbl. Elle est déplacée pour le genre Baeoceroxidium en 2013 par Ogawa & Löbl.